# Ambligonit
Ambligonit je fluorofosfatni mineral, (Li,Na)AlPO
4(F,OH), sastoji se od litijuma, natrijuma, aluminijuma, fosfata, fluorida i hidroksida. Mineral se nalazi u naslagama pegmatita i lako se zamenjuje sa albitom i drugim feldsparima. Njegova gustina, cepanje i test plamena za litijum su dijagnostički. Ambligonit formira seriju sa montebrazitom, krajnjim članom sa niskim sadržajem fluora. Geološka pojava je u granitnim pegmatitima, visokotemperaturnim kalajnim žilama i grejzenima. Ambligonit se javlja sa spodumenom, apatitom, lepidolitom, turmalinom i drugim mineralima koji sadrže litijum u venama pegmatita. Sadrži oko 10% litijuma i koristi se kao izvor litijuma. Glavni komercijalni izvori su istorijski bili nalazišta Kalifornije i Francuske.

## Istorija
Ovaj mineral je prvi put otkrio u Saksoniji Avgust Brajtaupt 1817. godine, a on ga je nazvao od grčkog amblus, tup i gonia, ugao, zbog tupog ugla između rascepa. Kasnije je pronađen u Montebrasu, Krezu, Francuska, i u Hebronu u Mejnu; a zbog neznatnih razlika u optičkom karakteru i hemijskom sastavu, nazivi montebrazit i hebronit su primenjeni za mineral sa ovih lokaliteta. Otkriven je u znatnoj količini na lokalitetu Pala u okrugu San Dijego, Kalifornija; Caceres, Španija; i Blek Hils u Južnoj Dakoti. Plavi oblik ambligonita-montebrazita je opisan iz nalazišta u Ruandi. Najveći dokumentovani monokristal ambligonita imao je dimenzije 7,62 × 2,44 × 1,83 m i bio je težak oko 102 tone.

## Gemologija
Transparentni ambligonit je fasetiran i korišćen kao dragi kamen. Kao dragi kamen postavljen u nakit, podložan je lomljenju i habanju usled opšte upotreve, pošto su mu tvrdoća i žilavost slabe. Glavni izvori dragulja su Brazil i Sjedinjene Države. Australija, Francuska, Nemačka, Namibija, Norveška i Španija takođe su proizvele ambligonit kvaliteta dragog kamenja.

## Literatura
- Klein, Cornelis and Hurlbut, Cornelius S., 1985, Manual of Mineralogy, 20th ed., p. 362,  0-471-80580-7

## Spoljašnje veze
- Mindat with location data
- Webmineral data
- Mineral Galleries